# Barichneumonites ludibundus
Barichneumonites ludibundus là một loài tò vò trong họ Ichneumonidae.